# Repdigit
În matematica recreativă, un repdigit sau monodigit este un număr care conține aceeași cifră care se repetă (de obicei în sistem zecimal). Un repunit este un repdigit în care se repetă cifra 1.
Exemple de numere repdigit: 33333, 555, 777777.
Denumirea acestor numere reprezintă prescurtarea sintagmei în limba engleză repeated digit („cifră care se repetă”). Toate numerele repdigit sunt palindromice; de asemenea toate sunt multiplii unor numere repunit.
Numerele repdigit sunt reprezentarea în baza {\displaystyle B} a numărului {\displaystyle x{\frac {B^{y}-1}{B-1}}}; în care {\displaystyle 0<x<B} este cifra repetată și {\displaystyle 1<y} este numărul de repetări. De exemplu, repdigitul 77777 în baza 10 este {\displaystyle 7\times {\frac {10^{5}-1}{10-1}}}.

## Numere prime aproape repdigit
Numerele prime la care se repetă toate cifrele, cu excepția uneia, se numesc numere prime aproape repdigit (din engleză: near-repdigit primes). Exemple de numerele prime aproape repdigit: 7877 și 333337.

## Numere braziliene
O variație a acestora sunt numite numere braziliene și sunt numere care pot fi scrise ca repdigit într-o anumită bază, fără a se permite repdigitul 11. De exemplu, 27 este un număr brazilian deoarece 27 este repigitul 33 în baza 8, în timp ce 9 nu este un brazilian număr, deoarece singura sa reprezentare repdigit este 118, care nu este permisă în definiția numerelor braziliene așa cum s-a menționat anterior. 
Reprezentările formei 11 sunt considerate banale și sunt interzise în definiția numerelor braziliene, deoarece toate numerele naturale n mai mari decât 2 au reprezentarea 11n − 1. Primele douăzeci de numere braziliene sunt: 7, 8, 10, 12, 13, 14, 15, 16, 18, 20, 21, 22, 24, 26, 27, 28, 30, 31, 32, 33, ... 